# شب‌زنده‌داران
شب‌زنده‌داران (به انگلیسی: The Nighthawks) بنا به باور بسیاری دومین اثر هنری شناخته شده در ایالات متحده آمریکا پس از گوتیک آمریکایی اثر گرنت وود است. ادوارد هاپر (۱۸۸۲ - ۱۹۶۷ میلادی) این اثر را در سال ۱۹۴۲ میلادی و اندکی پس از حمله ژاپن به پرل هاربر در خلال جنگ جهانی دوم خلق کرده‌است، زمانی که فضایی تیره و نامشخص از جنگ سرتاسر آمریکا را فرا گرفته بود و دلتنگی و حس تعلیقی که به خوبی در کار دیده می‌شود، وامدار این فضاست.
هاپر با الهام از رستورانی کوچک در خیابان گرینویچ (به انگلیسی: Greenwich Street) در نیویورک این اثر را به تصویر کشیده است، رستورانی که امروز دیگر وجود خارجی ندارد اما این نقاشی، با کمپوزیسیونی بی‌نهایت دقیق و محدوده‌ای گسترده خالی از هرگونه حس تمرکز، فضای حزن انگیز و تیره آن را به زیبایی بازسازی کرده‌است. سه شب زنده دار در حالی که هرکدام غرق در افکار خویش هستند و بازی زیبای نور با سایه‌ها، قدرتمندانه احساس انزوا و پوچی را در کار نشان می‌دهد. اگرچه نقاش مکرراً منکر وجود الگویی از هیچ در کارش شده‌است اما این گونه آن را تأکید کرده‌است: «من ناخودآگاه، احتمالاً تنهایی یک شهر بزرگ را می‌کشیدم.»
این اثر هم‌اکنون در مؤسسه هنر شیکاگو نگهداری می‌شود.